# Kristian Åkerblom
Kristian Vilhelm Åkerblom, född 9 mars 1877 i Vörå, död 19 mars 1954 i Kvevlax, var en finländsk skolman och författare. Han var far till Bror Åkerblom.
Åkerblom var 1900–1904 folkskollärare i Replot och 1904–1937 i Kvevlax. Han var politiskt verksam inom Svenska folkpartiets vänsterflygel samt ledamot av Finlands lantdag 1917 och Finlands riksdag 1919–1929 och 1930–1933. Han blev genom omfattande arkivforskningar, som resulterade bland annat i en lång rad socken- och bybeskrivningar, sin tids främste kännare av svenska Österbottens historia. Bland Åkerbloms arbeten märks Kvevlax historia (1923), Lappfjärds historia (två band, 1938–1952, del II av sonen 1976), Korsholms historia (två band, 1941–1956), Övermarks historia (1947), Pedersöre storsockens historia (två band, 1950, del III av sonen 1971), Pörtom historia (1954) och Replot historia (slutfördes av sonen 1958). Han tilldelades skolråds titel 1946 och blev filosofie hedersdoktor 1948.